# 帕努哈特
帕努哈特（Panuhat），是印度西孟加拉邦Barddhaman县的一个城镇。总人口5665（2001年）。

## 人口
该地2001年总人口5665人，其中男性2900人，女性2765人；0—6岁人口683人，其中男335人，女348人；识字率60.39%，其中男性为66.90%，女性为53.56%。